# Siłwana Błagoewa
Siłwana Błagoewa (bułg. Силвана Благоева, ur. 14 lipca 1972) – bułgarska biathlonistka, srebrna medalistka mistrzostw świata.

## Kariera
Pierwszy sukces w karierze osiągnęła w 1991 roku, kiedy zdobyła srebrny medal w biegu indywidualnym podczas mistrzostw świata juniorów w Galyatető. Na rozgrywanych rok później mistrzostwach świata juniorów w Canmore w tej samej konkurencji była druga.
W zawodach Pucharu Świata zadebiutowała 21 stycznia 1989 roku w Borowcu, zajmując 26. miejsce w sprincie. Pierwsze punkty (do sezonu 2000/2001 punktowało 25 najlepszych zawodników) zdobyła 16 grudnia 1989 roku w Obertilliach, gdzie w tej samej konkurencji zajęła 20. miejsce. Nigdy nie stanęła na podium indywidualnych zawodów tego cyklu, najwyższą lokatę wywalczyła 26 stycznia 1991 roku w Anterselvie, kończąc rywalizację w sprincie na piątej pozycji. Najlepsze wyniki osiągnęła w sezonie 1990/1991, kiedy zajęła 29. miejsce w klasyfikacji generalnej.
Podczas mistrzostw świata w Feistritz w 1989 roku wspólnie z Mariją Manołową, Nadeżdą Aleksiewą i Iwą Szkodrewą zdobyła srebrny medal w biegu drużynowym. Była też między innymi siódma w biegu indywidualnym i drużynowym na rozgrywanych dwa lata później mistrzostwach świata w Borowcu. Brała również udział w igrzyskach olimpijskich w Albertville w 1992 roku, zajmując 25. miejsce w biegu indywidualnym, 8. w sprincie i 4. w sztafecie.

## Osiągnięcia

### Igrzyska olimpijskie
| Rok  | Miejscowość | Konkurencje | Konkurencje | Konkurencje | Konkurencje | Konkurencje | Konkurencje | Konkurencje |
| Rok  | Miejscowość | IN          | SP          | PU          | MS          | RL          | MR          | SR          |
| ---- | ----------- | ----------- | ----------- | ----------- | ----------- | ----------- | ----------- | ----------- |
| 1992 | Albertville | 25.         | 8.          | nd.         | nd.         | 4.          | nd.         | –           |

### Mistrzostwa świata
| Rok  | Miejscowość | Konkurencje | Konkurencje | Konkurencje | Konkurencje | Konkurencje | Konkurencje | Konkurencje |
| Rok  | Miejscowość | IN          | SP          | PU          | MS          | RL          | MR          | SR          |
| ---- | ----------- | ----------- | ----------- | ----------- | ----------- | ----------- | ----------- | ----------- |
| 1991 | Lahti       | –           | 29.         | nd.         | nd.         | 6.          | nd.         | –           |
| 1992 | Nowosybirsk | nd.         | nd.         | nd.         | nd.         | nd.         | nd.         | –           |
| 1993 | Borowec     | 7.          | 19.         | nd.         | nd.         | 8.          | nd.         | –           |

### Puchar Świata

#### Miejsca w klasyfikacji generalnej
| Sezon     | Miejsce |
| --------- | ------- |
| 1988/1989 | -       |
| 1989/1990 | 56.     |
| 1990/1991 | 29.     |
| 1991/1992 | 35.     |
| 1992/1993 | 43.     |

#### Miejsca na podium w zawodach
Błagoewa nigdy nie stanęła na podium indywidualnych zawodów PŚ.